# Cristo del Maipo
El Cristo del Maipo es una obra de Domingo García-Huidobro, hermano del poeta Vicente Huidobro, erigida en el cerro mirador de Llolleo, colina de 120 m s. n. m. ubicada al sur de San Antonio (Chile), cerca de la desembocadura del río Maipo. Fue inaugarada el 3 de mayo de 1942 por el arzobispo de Santiago José María Caro.
Consta de una cruz de concreto de 12 metros de alto que sostiene la imagen de 5,65 metros del Cristo crucificado. Un sendero de 1.200 metros de longitud nace en la parte baja del cerro con 14 estaciones del Vía Crucis y da acceso a la escultura.